# Såssialdemokraterna
Såssialdemokraterna er en sang af Eddie Meduza. Sangen kan findes på singlen med samme navn fra 1979 og albummet Garagetaper fra 1980.
I Aftonbladet blev "Såssialdemokraterna" kåret til Eddie Meduzas ottende bedste sang.

## Tekst
Teksten kritiserer socialdemokraterne og hævder, at de stjæler på bekostning af arbejdende folk, og at det startede godt, men er siden blevet helt forkert.

## Baggrund
Da Errol Norstedt boede i Nyvång i Skåne, havde han en nabo kaldet "Tjalle". Han boede sammen med sin mor, og historien fortæller, at han plejede at skrige om aftenen: "Har jag gått och lagt mig så har jag gått och lagt mig!" (Oversat til dansk: "Hvis jeg er gået i seng, er jeg gået i seng!".
Denne Tjalle kunne ikke lide socialdemokraterne, så du kan sige, at sangen er en hyldest til Tjalle.

## Bagsiden af singlen
Bagsiden av singlen indeholder "Norweigan Boogie" og "Roll Over Beethoven". "Norwegian Boogie" er en humorsang der handler om at hovedpersonen ikke vil blive kaldet norrman.
I Aftonbladet blev "Norwegian Boogie" kåret til Eddie Meduzas syttende bedste sang.
En demooptagelse af sangen findes på opsamlingsalbummet Alla Tiders Fyllekalas Vol. 4 fra 2000 ved navn "Norska Boggen".